# Edgard Van Pé
Edgard Léon Joseph Van Pé (Sint-Jans-Molenbeek, 24 maart 1903 - 4 december 1981) was een Belgisch senator.

## Levensloop
Van Pé promoveerde tot doctor in de rechten (1924) aan de ULB. Hij werd advocaat in Brussel en werd stafhouder.
Hij was liberaal gecoöpteerd senator van 1965 tot 1968.